# Avalon (Mikronation)
Avalon ist eine Mikronation in Müllheim im Schweizer Kanton Thurgau.

## Idee
Der Scheinstaat Avalon wurde 2006 von dem schweizerischen Unternehmer Daniel Model ausgerufen. Anlässlich einer Einladung durch die Gemeindeammänner des Kantons sollte Model zum Thema „Verhältnis zwischen Staat und Unternehmen“ referieren. Bei der Vorbereitung der Rede reifte laut Model der Entschluss zur Gründung eines Staates, weil der reale Staat eine „Misstrauenskultur“ entwickelt habe, während Vertrauen laut Model die Basis alles ökonomischen Wirkens sei. Bekannt wurde die an den SVP-Regierungsrat Jakob Stark gerichtete Aussage: «Sie und ich, wir leben nicht mehr im gleichen Staat!» In den Medien wurde gemutmaßt, das Models Konzept auch durch Ärger über seine Besteuerung durch den Staat motiviert sein könnte.
Model vollzog auf einem Schiff in den vermeintlich ausserstaatlichen Gewässern des Bodensees die Gründung des Staates Avalon. 
Model vertritt Ideen des Libertarismus und gelte gemäss der Weltwoche als "eine der subversivsten Persönlichkeiten der Schweiz". In der Schweiz habe sich nach Daniel Model der ursprünglich freiheitliche Staatsaufbau von unten nach oben mehr und mehr in eine hierarchische Struktur verwandelt. Zudem verwandle der Sozialstaat seine Bürger in „Abhängige“ und müsse „auf ein absolutes Minimum“ reduziert werden.

## Name
Der Name wurde aus der Artussage übernommen und von Model als „Apfelgarten“ oder „Apfelinsel“ interpretiert, was zum in der Schweiz als Mostindien bekannten Kanton Thurgau passe. Die Tochter des Gründers habe während des Baus des Modelhofs das Buch Die Nebel von Avalon gelesen. Die WOZ verwies 2010 auf eine andere Assoziation zu Avalon, einer «Operation Avalon», in Zusammenhang mit einer Schutz- und Trutzgau, von der aus der Endsieg der Nazis errungen werden sollte, sowie der Avalon-Gemeinschaft.

## Lage und Aktivitäten
Im Jahr 2012 wurde der Modelhof in Müllheim als imaginärer Regierungssitz fertig gestellt. Der Modelhof ist ein sakral anmutender Bau. Er dient als Veranstaltungsort für Referate wie etwa zur „Illegitimität und Alternativen des staatlichen Gewalt- und Rechtsmonopols“. Die Infrastruktur beinhaltet neben dem  Veranstaltungssaal mit Bühne eine Bibliothek, einen Festsaal, Schulungsräume und Übernachtungsmöglichkeiten für Gäste.
Der Modelhof ist Sitz des sogenannten International Common Law Court of Justice Vienna (ICCJV), an dem Model nach eigenen Angaben das Amt eines Friedensrichters bekleidet. Erstmals in Erscheinung getreten ist das fiktive Gericht im Sommer 2014, als „Haftbefehle“ gegen die gesamte österreichische Bundesregierung erlassen wurden. Am 17. Februar 2016 hat der ICCJV die Republik Österreich wegen Verbrechen gegen die Menschlichkeit beim Internationalen Gerichtshof in Den Haag angezeigt. Einem ebenfalls angezeigten österreichischen Blogger, der über den fiktiven Gerichtshof berichtet hatte, wird von Model vorgeworfen, er habe sich durch seine Berichterstattungen der Verleumdung, Verhetzung und des Rufmordes schuldig gemacht. Model wurde daraufhin wegen Nötigung angezeigt. Der Modelhof ist seit 2016 auch Sitz mehrerer Organisationen von Staatsverweigerern. 2018 wurden in Österreich bei Razzien gegen hochrangige Funktionäre einer dieser Organisationen Schusswaffen und Bombenbaupläne sichergestellt.
Aus mehreren Tonnen Silber wurden Avalon-Münzen geprägt, da ein Zusammenbruch des Währungssystems nicht auszuschliessen sei. Mit der Gründung des Staates Avalon und dessen Aktivitäten sollen staatliche Autoritäten herausgefordert und die „Lächerlichkeit“ des modernen sozialstaatlichen Gedankens sowie des gemütlichen politischen Konsens auf der Basis des Liberalismus hinterfragt werden.
Für die Erlangung der Staatsbürgerschaft soll laut Swissinfo ein Eignungstest zu bestehen sein. Im Schweizerischen Handelsregister finden sich unter der Müllheimer Adresse die vier Vereine “International Right Commission”, “International Intelligence Agency”, “International Right Organisation” und “International Sheriff Association”
Von 2006 bis 2010 bestand das von Daniel Model finanzierte rebell.tv.